# Aelita
Aelita (russisk: Аэли́та) er en sovjetisk stumfilm fra 1924 af Jakov Protasanov. Filmen er baseret på Aleksej Tolstojs roman fra 1923 af samme navn.
Filmen hovedfokus er historien om almindelige menneskers hverdag i Sovjetunionen efter revolutionen, men filmen særkende er dens science fiction-scener, hvor ingeniørern Mstislav Sergejevitj Los rejser til Mars i et rumskib, hvor han leder et folkeligt oprør mod magthaverne. Han kæmper sammen med Mars-dronningen Aelita, der gennem sit teleskop har set ham på Jorden.

## Medvirkende
- Julija Solntseva som Aelita
- Igor Ilinskij som Kravtsov
- Nikolaj Tseretelli som Los / Jevgenij Spiridonov
- Nikolaj Batalov som Gusev
- Vera Orlova som Masja